# Olle Petrusson
Olle Petrusson (Nälden, 14 novembre 1943) è un ex biatleta svedese.

## Palmarès

### Olimpiadi invernali
- Bronzo a Grenoble 1968 nella staffetta 4x7,5 km.

### Mondiali
- Bronzo a Garmisch-Partenkirchen 1966 nella staffetta 4x7,5 km.
- Bronzo a Altenberg 1967 nella staffetta 4x7,5 km.